# Вогинський ключ
Вогинський ключ (волость) - група населених пунктів у складі Ломазької губернії. На чолі стояв ключовий економ. По даних коморника Людвіка Кройца, мав в 1765 році 383 волоки.
Стан на 1783 рік:  

## місто
Вогинь

## села
- Осова
- Рудно